# 浦田理恵
浦田 理恵（うらた りえ、1977年7月1日 - ）は、日本の女子ゴールボール選手。ゴールボール女子日本代表。シーズアスリート（総合メディカル株式会社）所属。

## 人物
熊本県玉名郡南関町出身。小学校教師を目指していた20歳の時に、網膜色素変性症に罹り両眼を失明する。ショックで引きこもりとなり、後に両親に告白すると、「自分で出来ることを捜しなさい。頑張りなさい」と励まされたという。
鍼灸マッサージの免許取得で視力センターに入所した際、クラブ活動でゴールボールを始めた。国際大会への初参加は2006年7月のIBSA世界選手権大会。ロンドンパラリンピックでは、日本初となる団体競技での金メダルを獲得した。
浦田が有名になったきっかけは九州朝日放送の『ドォーモ』であった。途中で頓挫した企画の穴埋めとして浦田を取材・放送したドキュメンタリー企画「見えない世界」が反響を呼び、以後番組で浦田を長期にわたり継続取材することになる。この企画でずっとリポーターを務めたコンバット満はロンドンパラリンピックの現場にも駆けつけ、そこでの応援パフォーマンスが場内のモニターに映し出されるほどであった。その後同行していたディレクターの逮捕や帰国後の浦田自身の多忙もあったが、2012年10月24日未明の放送でようやく金メダル獲得の現場を振り返る企画が浦田も出演して放送された。
2016年リオデジャネイロパラリンピックはキャプテンを務めた。2021年開催の東京パラリンピックで銅メダルを獲得した。また、東京大会日本選手団の副主将も務めた。ポジションはセンター。
2021年12月11日、東京都府中市郷土の森総合体育館で行われたゴールボールジャパンパラ大会の試合後、2021年度をもって日本代表からの引退を表明した。